# Birthe Kjær
Birthe Kjær (1 de setembre de 1948) és una cantant danesa. Va acabar segona al Gran Premi Dansk Melodi el 1980, 1986 i 1987, abans de guanyar el 1989, i va acabar tercera al Festival de la Cançó d'Eurovisió de 1989 a Lausana. També va acabar tercera al Gran Premi Dansk Melodi el 1991.
Nascuda a Aarhus, Kjær va començar la seva carrera a finals dels anys 60. Havia fet candidatures anteriors per representar Dinamarca al Festival de la Cançó d'Eurovisió, acabant segona el 1980, 1986 i 1987, abans de ser escollida el 1989 amb la cançó d'estil cabaret " Vi maler byen rød " (Pintem la ciutat de vermell). La seva actuació a Lausana li va permetre obtenir un tercer lloc. Va presentar el concurs nacional danès el 1990, abans de tornar a intentar representar Dinamarca el 1991, acabant tercera al Dansk Melodi Grand Prix amb "Din musik, min musik".
El juny de 2004, el seu senzill amb Safri Duo "Hvor' vi fra?" (himne de la selecció de futbol de Dinamarca per al Campionat d'Europa de futbol de la UEFA de 2004) va aconseguir un rècord amb 4.900 còpies venudes. A la tardor de 2005, va participar en la segona temporada danesa de Dancing with the Stars ("Vild med dans"), però es va retirar després d'un atac de cor. El 31 de gener de 2009, Kjær va presentar la final danesa per escollir la candidatura danesa de 2009 per al Festival de la Cançó d'Eurovisió.

## Discografia

### Àlbums
| Curs | Àlbum                            | Posició més alta |
| Curs | Àlbum                            | DIN              |
| ---- | -------------------------------- | ---------------- |
| 2001 | Længe leve livet                 | 25               |
| 2003 | På en fransk altan               | 20               |
| 2005 | 6 originale albums fra 1969 - 77 | 10               |
| 2006 | Lys i mørket                     | 19               |
| 2007 | Let it Snow                      | 15               |
| 2008 | Gennem 40 år                     | 10               |
| 2011 | Smile                            | 10               |
| 2013 | Birthe                           | 5                |
| 2015 | Lige fra hjertet                 | 13               |
| 2018 | 50 års pletskud                  | 9                |
| 2022 | Juletid                          | 16               |

## Filmografia
- 1973: Revykøbing kalder
- 1988: Jydekompagniet
- 2000: Màx